# Miroslav Fišmeister

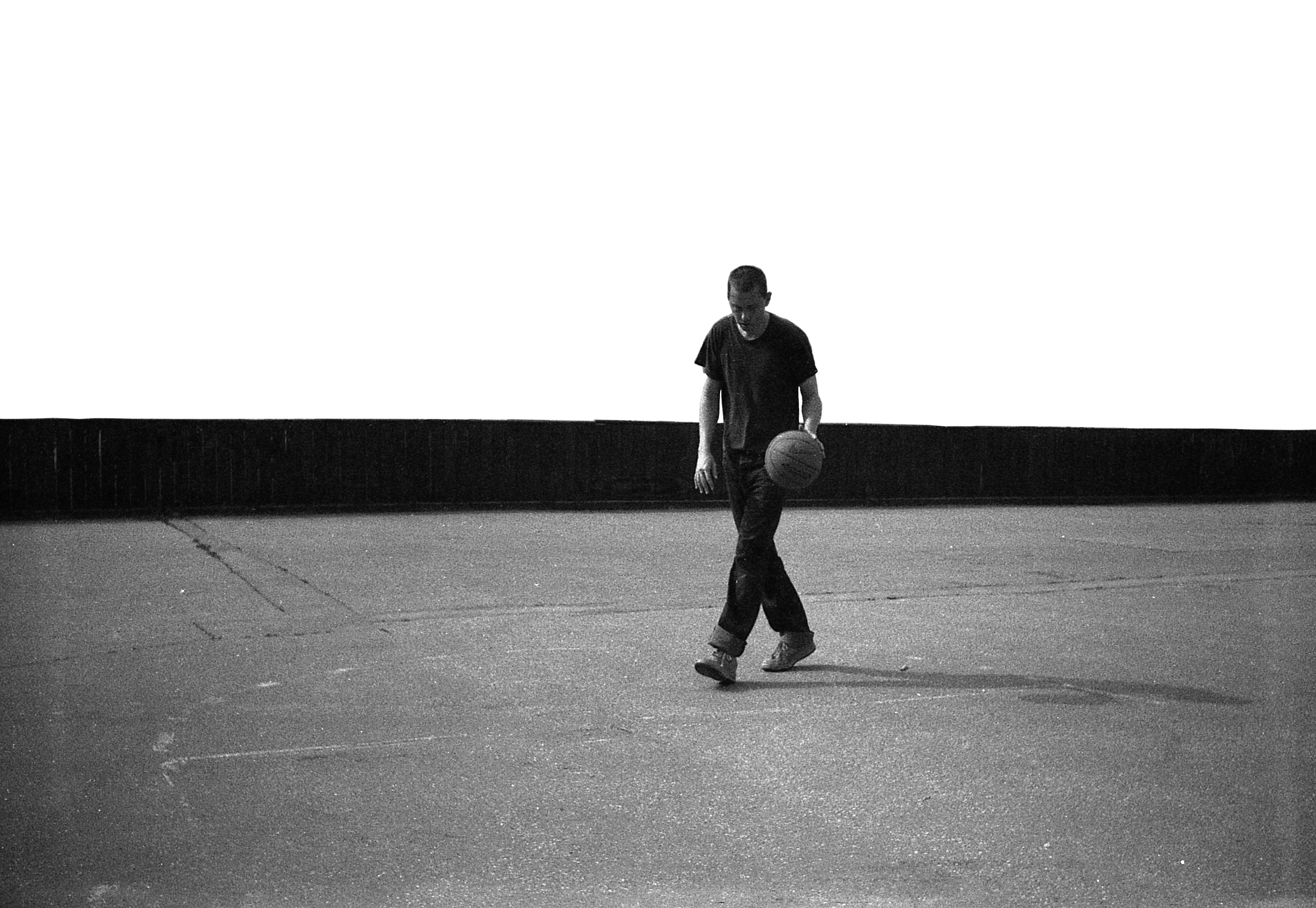
Miroslav Fišmeister

Miroslav Fišmeister (ur. 23 kwietnia 1976, Brno) – morawski poeta i przyrodnik amator. Po ukończeniu szkoły średniej nie ukończył studium filozofii, religii i języka angielskiego na FF MU Brno. Pracował w różnych zawodach robotniczych miejsc pracy (np. w Brnie Zoo), obecnie jest renty inwalidzkiej. Wydał m.in. w WELESu, H_aluzi i Psím víně. Jego wiersze zostały opublikowane w języku francuskim we francuskojęzycznej Szwajczarskiej przeglądzie „Le Passe Muraille”, którego redaktorem naczelnym jest Jean-Louis Kuffer. Na Słowacji publikuje wiersze w czasopiśmie „Kloaka”.
Miroslav Fišmeister żyje w Brnie.

### Poezja
- Ten stolek je nízký! (Petrov, Brno 2005)
- To okno je malé! (Carpe diem, Brumovice 2006)
- Aspoň že postel je pohodlná… (Carpe diem, Brumovice 2007)
- Pískoviště (Pavel Mervart, Červený Kostelec 2007)
- Z (Větrné mlýny, Brno 2009)
- Pieter van den Hoogenband (Edice H_aluze, Ústí nad Labem 2010)
- Šel jsem tím městem… (Česká Třebová očima fotografa a básníka) (Oftis, Ústí nad Orlicí 2010; M. F. & Jaroslav Plocek)
- Barva času je žlutá (Vetus Via, Brno 2011)
- Nohy z Kalymnosu (Druhé město, Brno 2012)
- Dvojí dech (Carpe diem, Brumovice 2013)
- Entasis (Carpe diem, Brumovice 2014)
- Od agamy po Zuzanu (Carpe diem, Brumovice 2015)

### Udział w antologiach
- Antologie české poezie II. díl (1986–2006) (Dybbuk, Praha 2007)
- Po městě, jež je mi souzeno (Brněnská zákoutí v poezii) (Weles, Brno 2007)
- Kdybych vstoupil do Kauflandu, byl bych v Brně (Brno v české poezii) (Větrné mlýny, Brno 2009)
- Rapporti di errore (Mimesis Edizioni, Mediolan 2010)
- Nejlepší české básně 2010 (Host, Brno 2010)
- Nejlepší české básně 2011 (Host, Brno 2011)
- Sto nejlepších českých básní 2012 (Host, Brno 2012)
- Co to je toto? Ivanu Wernischovi k sedmdesátinám (Druhé město, Brno 2012)
- Míjím se s měsícem (DharmaGaia, Praha 2013)
- Ztichlá klika 8 (Ztichlá klika, Praha 2013)
- Nejlepší české básně 2013 (Host, Brno 2013)
- Nejlepší české básně 2014 (Host, Brno 2014)
- Bacon 70 (Větrné mlýny, Brno, 2016)